# Dominick Muermans
Dominick Muermans (Geleen, 17 juli 1984) is een Nederlands autocoureur die rijdt in de Superleague Formula.
Muermans reed tussen 2005 en 2007 in verschillende Formule 3 competities. In 2008 ging hij voor Al Ain FC racen in de Superleague Formula en in 2009 volgde hij Yelmer Buurman op als coureur voor PSV. Na drie wedstrijden werd hij vervangen door Carlo van Dam.